# Sào Hồ, Hợp Phì
Sào Hồ (tiếng Trung: 巢湖市) là một thành phố cấp huyện thuộc địa cấp thị Hợp Phì, tỉnh An Huy, Trung Quốc. Thành phố Sào Hồ nằm ở phía đông nam Hợp Phì, tên thành phố được lấy theo hồ Sào.
Sào Hồ trước đây vốn là khu Cư Sào (居巢区) thuộc địa cấp thị Sào Hồ, tỉnh An Huy.
Năm 2011, chính quyền tỉnh An Huy quyết định giải thể địa cấp thị Sào Hồ, địa bàn sáp nhập vào các địa cấp thị lân cận là Hợp Phì, Mã An Sơn và Vu Hồ. Khu Cư Sào cũ đổi thành thành phố Sào Hồ thuộc Hợp Phì.
Thành phố Sào Hồ được chia thành 6 nhai đạo biện sự xứ, 11 trấn, 1 hương:
- Nhai đạo biện sự xứ: Ngoạ Ngưu Sơn, Án Phụ, Thiên Hà, Bán Thang, Phượng Hoàng Sơn, Trung Miếu.
- Trấn: Chá Cao, Đồng Dương (烔煬), Hoàng Lộc, Hòa Lâm, Trung Hạn (中垾), Tản Binh, Tô Loan, Hạ Các, Bá Trấn, Ngân Bình, Lan Can Tập.
- Hương: Miếu Cương.

## Khí hậu
| Dữ liệu khí hậu của Sào Hồ (1971−2000)   | Dữ liệu khí hậu của Sào Hồ (1971−2000) | Dữ liệu khí hậu của Sào Hồ (1971−2000) | Dữ liệu khí hậu của Sào Hồ (1971−2000) | Dữ liệu khí hậu của Sào Hồ (1971−2000) | Dữ liệu khí hậu của Sào Hồ (1971−2000) | Dữ liệu khí hậu của Sào Hồ (1971−2000) | Dữ liệu khí hậu của Sào Hồ (1971−2000) | Dữ liệu khí hậu của Sào Hồ (1971−2000) | Dữ liệu khí hậu của Sào Hồ (1971−2000) | Dữ liệu khí hậu của Sào Hồ (1971−2000) | Dữ liệu khí hậu của Sào Hồ (1971−2000) | Dữ liệu khí hậu của Sào Hồ (1971−2000) | Dữ liệu khí hậu của Sào Hồ (1971−2000) |
| Tháng                                    | 1                                      | 2                                      | 3                                      | 4                                      | 5                                      | 6                                      | 7                                      | 8                                      | 9                                      | 10                                     | 11                                     | 12                                     | Năm                                    |
| ---------------------------------------- | -------------------------------------- | -------------------------------------- | -------------------------------------- | -------------------------------------- | -------------------------------------- | -------------------------------------- | -------------------------------------- | -------------------------------------- | -------------------------------------- | -------------------------------------- | -------------------------------------- | -------------------------------------- | -------------------------------------- |
| Trung bình ngày tối đa °C (°F)           | 6.9 (44.4)                             | 8.9 (48.0)                             | 13.4 (56.1)                            | 20.6 (69.1)                            | 25.9 (78.6)                            | 28.9 (84.0)                            | 32.2 (90.0)                            | 32.1 (89.8)                            | 27.4 (81.3)                            | 22.3 (72.1)                            | 15.9 (60.6)                            | 9.9 (49.8)                             | 20.4 (68.6)                            |
| Tối thiểu trung bình ngày °C (°F)        | −0.2 (31.6)                            | 1.4 (34.5)                             | 5.5 (41.9)                             | 11.7 (53.1)                            | 17.1 (62.8)                            | 21.4 (70.5)                            | 25.0 (77.0)                            | 24.6 (76.3)                            | 19.7 (67.5)                            | 13.7 (56.7)                            | 7.2 (45.0)                             | 1.7 (35.1)                             | 12.4 (54.3)                            |
| Lượng Giáng thủy trung bình mm (inches)  | 40.0 (1.57)                            | 54.5 (2.15)                            | 92.6 (3.65)                            | 87.4 (3.44)                            | 114.1 (4.49)                           | 181.1 (7.13)                           | 181.5 (7.15)                           | 127.0 (5.00)                           | 74.6 (2.94)                            | 66.7 (2.63)                            | 53.0 (2.09)                            | 26.4 (1.04)                            | 1.098,9 (43.28)                        |
| Số ngày giáng thủy trung bình (≥ 0.1 mm) | 9.0                                    | 9.7                                    | 13.1                                   | 11.9                                   | 11.5                                   | 12.3                                   | 11.8                                   | 11.3                                   | 9.4                                    | 9.1                                    | 7.8                                    | 6.1                                    | 123                                    |
| Nguồn: Weather China                     |                                        |                                        |                                        |                                        |                                        |                                        |                                        |                                        |                                        |                                        |                                        |                                        |                                        |